# Аминофеназон
Аминофеназо́н (лат. Aminophenazonum) — лекарственное средство, анальгетик и антипиретик из группы пиразолонов, обладающий анальгетическим, противовоспалительным и жаропонижающим действием, однако при применении этого препарата имеется риск развития агранулоцитоза.
В связи с наличием серьёзных побочных эффектов аминофеназон во многих странах изъят из списка лекарств, разрешённых к продаже в аптеках.
Аминофеназон сейчас используется в качестве неинвазивного диагностического средства метаболитической активности цитохрома P-450 в печени, при проведении дыхательного теста с радиоактивно мечеными молекулами препарата.

## Свойства
Белые кристаллы или белый кристаллический порошок без запаха, слабогорького вкуса, медленно растворим в воде (1:20), легко растворим в этаноле (1:2).

## История создания
В 1893 г. немецкий химик Фридрих Штольц синтезировал болеутоляющее средство антипирин; небольшое изменение в его молекуле (присоединение диметиламиногруппы) дало более сильное средство — амидопирин. Интересно, что «изомеризация» этого названия, проще — перестановка в нём букв, дала более известное название — пирамидон. Всего через несколько лет, распространившись по всему миру, это лекарство начало приносить своему создателю баснословные прибыли и находилось в продаже до конца 1970-х годов.
Лишь после того, как стало известно о способности одного из компонентов этого лекарства — аминофеназола — образовывать в организме канцерогенный нитрозамин
, популярность пирамидона стала слабеть, а когда оказалось, что в ряде случаев пирамидон ещё и поражал, особенно у детей, костный мозг, во многих странах этот препарат изъяли из обращения.
Также аминофеназон входил в состав некоторых комбинированных препаратов, однако все они были исключены из номенклатуры лекарственных средств (в том числе «Омазол», «Анапирин», «Пирабутол», «Пиранал», «Пиркофен», «Реопирин», «Пирафен», «Веродон», «Пирамеин»), либо аминофеназон из их состава был заменён на другой НПВП («Пенталгин» — осуществлена замена на метамизол натрия и напроксен, или метамизол натрия и парацетамол, или парацетамол и пропифеназон; «Теофедрин-Н» — осуществлена замена на парацетамол).

## Фармакологические свойства
По фармакологическим свойствам близок к феназону, но активнее его.
Более токсичен, чем анальгин, чаще вызывает тяжёлые кожные аллергические реакции, особенно при сочетании с сульфаниламидами. При длительном лечении имеется риск развития агранулоцитоза.

Выделяется из организма преимущественно с мочой в виде метаболитов — 4-аминоантипирина, метиламиноантипирина, рубазоновой и метилрубазоновой кислот.